# Округ Стернс (Минесота)
Стернс (енгл. Stearns County) је округ у америчкој савезној држави Минесота. Седиште округа је Сент Клауд.

## Демографија
По попису из 2010. године број становника је 150.642, што је 17.476 (13,1%) становника више него 2000. године.
| Група             | 2000.           | 2010.           |
| Белци             | 126.764 (95,2%) | 136.414 (90,6%) |
| Афроамериканци    | 1.110 (0,8%)    | 4.658 (3,1%)    |
| Азијати           | 2.104 (1,6%)    | 2.982 (2,0%)    |
| Хиспаноамериканци | 1.827 (1,4%)    | 4.190 (2,8%)    |
| Укупно            | 133.166         | 150.642         |